# Klaus-Dieter Dieckmann
Klaus-Dieter Dieckmann (* 27. März 1959) ist ein ehemaliger deutscher Fußballspieler.
Dieckmann spielte von 1980 bis 1989 in der 2. Bundesliga für Union Solingen als Abwehrspieler. Dort bestritt er insgesamt 177 Spiele, schoss aber keine Tore. Heute spielt Dieckmann in Traditionsmannschaften (Fortuna Düsseldorf, Horst Eckel Team, Paradiso, AsC Milan).
Außerdem hat er eine eigene Betriebssport-Mannschaft (1. FC Dieckmann) in Wuppertal, die zum Gedenken an seinen 1996 verstorbenen Vater spielt. 
Zwischenzeitlich trainierte Klaus-Dieter Dieckmann außerdem die zweite Mannschaft von Union Solingen in der Kreisliga B. Dieckmann war Trainer der ersten Mannschaft des SV Bayer Wuppertal, die er 2012 zum Aufstieg in die Kreisliga A führte. Seit 2013 war Klaus-Dieter Dieckmann Trainer des B-Kreisligisten OFC Solingen, den er von Toni Munoz übernahm.